# 撻朵
撻朵，躂朵或稱響朵，撻，躂或響是一個流行於香港的粵語動詞，而朵引申為身份的一個名詞。「撻朵」的意思是有人主動地把自己的身份或地位告知別人，令自己得到尊重，籍此獲得利益上的好處、行動上的方便或受到較好的待遇。然而，此種表露身份的行為，通常都被認為是負面的濫權行為，企圖利用自己較對方高的身份、職位、社會地位，或自以為具有的權威性身份，利用這些身份上的權威給對手帶來壓力，甚至威嚇，使對方不敢開罪，從而獲得利益。如果「撻朵」行為涉及政府官員或警務人員，更被指濫用權力，從而得到別人不能公平獲得的利益，或其他不適當的利益。「撻朵」這個俚語，由於近代香港年輕人多不知其出處，常與吹雞〈警察用語〉一樣，誤會為黑社會的用語。

## 沿由
1945年太平洋戰爭結束，與香港為鄰的深圳墟迅速繁榮起來，成為一個華南走私樞紐、廣九線私枭集散地。
戰後的華南物資短缺，「水客」（即從事走私的人）會把香港的物品偷運入深圳墟，而由於華南極需物資，所以香港走私入深圳的情況嚴重，而走私的利錢亦很豐厚。
在國內，當時由於國民軍的財政資源短絀，部隊連基本伙食也不足夠，使大量的國民軍吃不飽，所以他們都會從事這些接應走私貨的活動，以獲取利錢生活。當國民軍穿起軍服、佩上胸章，他們可以免費搭火車，又可以攜帶一批私貨穿州過省。而且鎮守關卡的軍人都會官官相衞，只要幹走私的軍人和關員有默契，互相得到利益，他們走水貨比較方便，一般軍服都是黃色的，所以時人稱為「黃衣客」，而國軍胸章為國民黨黨徽，類似「花朵」，而靠胸章取得這一特權的行為則叫「撻朵」，又或叫「響朵」。後來由於這些國民軍的特權，而引來一些退伍的傷兵、老兵也穿起這些舊時的軍服，帶上胸章，暪天過海，靠「撻朵」搵食，冒充在職國軍，取得走水貨的特權。

## 響朵
當士兵碰到不同部隊的上級時，要立正響聲報上自己所屬部隊番號、上司名字。校級軍官肩章有梅花標誌1至3朵。引申為大聲高調誇耀自己的後台勢力。

## 朵
借用為所屬部門，後台勢力。